# Јапан на Светском првенству у атлетици у дворани 2016.
Јапан је на Светском првенству у атлетици у дворани 2016. одржаном у Портланду од 17. до 20. мартаучествовао шеснаести пут, односно учествовао је на свим првенствима до данас. Репрезентацију Јапана представљало је 4 такмичара (3 мушкарца и 1 жена) који су се такмичили у 4 дисциплине (3 мушке и 1 женска).,
На овом првенству Јапан није освојио ниједну медаљу али је остварен један национални резултат сезоне.

## Учесници
| Мушкарци: - Јошихиде Кирју — 60 м - Сеито Јамамото — Скок мотком - Јохеј Сугај — Скок удаљ | Жене: - Кономи Каи — Скок удаљ |  |

## Резултати

### Мушкарци
| Атлетичар      | Дисциплина  | Лични рекорд | Квалификације | Квалификације | Полуфинале                                  | Полуфинале | Финале               | Финале      | Детаљи                                  |
| Атлетичар      | Дисциплина  | Лични рекорд | Резултат      | Место         | Резултат                                    | Место      | Резултат             | Место       | Детаљи                                  |
| -------------- | ----------- | ------------ | ------------- | ------------- | ------------------------------------------- | ---------- | -------------------- | ----------- | --------------------------------------- |
| Јошихиде Кирју | 60 м        | 6,59         | 6,59 КВ       | 2. у гр. 7    | 6,56 ЛР                                     | 3. у гр. 1 | Није се квалификовао | 9 / 53 (56) | Архивирано на веб-сајту (6. април 2016) |
| Сеито Јамамото | Скок мотком | 5,77 НР      |               |               |                                             |            | 5,55                 | 10 / 14     |                                         |
| Јохеј Сугај    | Скок удаљ   |              | 7,35 ЛРС      | 12 / 13 (14)  | Архивирано на веб-сајту (28. децембар 2016) |            |                      |             |                                         |

### Жене
| Атлетичарка | Дисциплина | Лични рекорд | Квалификације | Квалификације | Финале       | Финале       | Детаљи |
| Атлетичарка | Дисциплина | Лични рекорд | Резултат      | Место         | Резултат     | Место        | Детаљи |
| ----------- | ---------- | ------------ | ------------- | ------------- | ------------ | ------------ | ------ |
| Кономи Каи  | Скок удаљ  | 6.84о        |               |               | без пласмана | без пласмана |        |